# 469 a.C.

## Eventos
- Tito Numício Prisco e Aulo Verginio Tricosto Celimontano, cônsules romanos.
- Fim do reinado de Leotíquides II, rei Esparta de 491 a.C. a 469 a.C..
- Inicio do reinado de Arquídamo II, rei de Esparta de 469 a.C. a 427 a.C..

## Nascimentos
- Sócrates, filósofo grego (m. 399 a.C.).

## Mortes
- Leotíquides II, rei de Esparta.